# Goodbye Marylou
Pour les articles homonymes, voir Marilou (homonymie).
Singles de Michel Polnareff
Sur un seul mot de toi
(1986) Toi et moi...
(1989)
Goodbye Marylou est une chanson de Michel Polnareff. Elle est sortie en juin 1989, comme premier single de l'album Kâmâ Sutrâ (1990), et figure sur La Compilation (1991) et les albums live Live at the Roxy (1996) et Ze re Tour 2007 (2007).

## Genèse
Polnareff et son auteur Jean-René Mariani évoquent les rapports sentimentaux par Minitel (le Minitel rose) et leur conquête Marylou. Le prénom a parfois été cité comme une référence au prénom de la standardiste de l'hôtel Royal Monceau, où le chanteur réside durant huit cents jours pour composer l'album Kâmâ Sutrâ, mais en réalité, Polnareff a rencontré dans cet hôtel l'actrice Tracy Nelson, la fille du chanteur-compositeur américain Ricky Nelson. Le choix de Marylou est un hommage à l'idole de Polnareff, Ricky Nelson, qui avait interprété Hello Mary Lou en 1961,.
La musique est inspirée de lignes mélodiques et accompagnements développés dans le 2e mouvement du Concerto pour piano numéro 2 op.18 composé par Sergueï Rachmaninov.

## Accueil commercial
La chanson se classe au Top 50 à partir du 2 septembre 1989 durant quinze semaines consécutives et atteint la 16e place de la huitième à la neuvième semaine, puis brièvement à la onzième semaine. Le single s'est écoulé à plus de 100 000 exemplaires en France.

## Liste des titres
| A. | Goodbye Marylou                         | 5:34 |
| B. | Goodbye Marylou (version instrumentale) | 5:56 |

| A. | Goodbye Marylou (remix)                | 3:40 |
| B. | Goodbye Marylou (remix version longue) | 5:51 |

## Classements
| Classement (1989)          | Meilleure position |
| -------------------------- | ------------------ |
| Europe (Eurochart Hot 100) | 63                 |
| France (SNEP)              | 16                 |

| Classement (1989) | Position |
| ----------------- | -------- |
| France (SNEP)     | 67       |

## Au cinéma
Sauf indication contraire ou complémentaire, les informations mentionnées dans cette section proviennent du générique de fin de l'œuvre audiovisuelle présentée ici.La chanson figure parmi les musiques additionnelles du film Bienvenue parmi nous.

## Reprise
La chanson est reprise par Pascal Obispo pour l'album Studio Fan - Live Fan (2004).